# 20 شوال
- السبت
- الأحد
- الاثنين
- الثلاثاء
- الأربعاء
- الخميس
- الجمعة

- 2929 مارس 2025
- 130 مارس 2025
- 231 مارس 2025
- 31 أبريل 2025
- 42 أبريل 2025
- 53 أبريل 2025
- 64 أبريل 2025
- 75 أبريل 2025
- 86 أبريل 2025
- 97 أبريل 2025
- 108 أبريل 2025
- 119 أبريل 2025
- 1210 أبريل 2025
- 1311 أبريل 2025
- 1412 أبريل 2025
- 1513 أبريل 2025
- 1614 أبريل 2025
- 1715 أبريل 2025
- 1816 أبريل 2025
- 1917 أبريل 2025
- 2018 أبريل 2025
- 2119 أبريل 2025
- 2220 أبريل 2025
- 2321 أبريل 2025
- 2422 أبريل 2025
- 2523 أبريل 2025
- 2624 أبريل 2025
- 2725 أبريل 2025
- 2826 أبريل 2025
- 2927 أبريل 2025
- 3028 أبريل 2025
- 129 أبريل 2025
- 230 أبريل 2025
- 31 مايو 2025
- 42 مايو 2025

20 شوَّال أو 20 شوَّال المُکَرَّم أو 20 شوَّال المكرَّمة أو يوم 20 \ 10 (اليوم العشرون من الشهر العاشر) هو اليوم السادس والثمانون بعد المائتين (286) من أيَّام السنة (أو السابع والثمانون بعد المائتين لو كان شهر شعبان مُتممًا لليوم الثلاثين أو الثامن والثمانون بعد المائتين لو أتم كلًا من صفر وربيع الآخر وجمادى الآخرة وشعبان ثلاثين يومًا) وفق التقويم الهجري القمري (العربي). يبقى بعده 68 أو 69 يومًا لانتهاء السنة.

## أحداث
- 179 هـ - تسيير الإمام موسى بن جعفر الكاظم من المدينة المنورة حيث كان يحج برفقة الخليفة العباسي هارون الرشيد، إلى العراق بعد الخلاف الذي نشأ بين الرجلين.
- 969 هـ - الشاه طهماسب بن إسماعيل الصفوي حاكم الدولة الصفوية يقتل الأمير العثماني بايزيد مع أبنائه الأربعة، ويسلمهم إلى السفراء العثمانيين بناء على طلب من السلطان العثماني سليمان القانوني؛ نظرًا للحرب التي اشتعلت بين سليمان وأخيه بايزيد حول بعض الأمور المتعلقة بالعرش العثماني.
- 1106 هـ - السلطان العثماني مصطفى الثاني يبدأ حملة عسكرية مكونة من 153 ألف جندي على الإمبراطورية الرومانية المقدسة، واستمرت هذه الحملة 4 أشهر.
- 1270 هـ - ولاية محمد سعيد باشا ابن محمد علي لحكم مصر خلفًا لابن أخيه عباس الأول، وهو الرابع من أسرة محمد علي الذين تولوا الحكم. وتميز عهده بعدد من الإجراءات الإصلاحية التي وقفت إلى جانب الفلاح المصري، وأبرز أعماله الشروع في حفر قناة السويس.
- 1321 هـ - القوات البريطانية تهاجم قوات الدراويش التابعة للزعيم الصومالي المسلم محمد بن عبد الله حسن الذي كان يلقبه الاستعمار بـ"الملا المجنون"، وتوقع عددًا كبيرًا من الإصابات بين قواته.
- 1368 هـ - الضابط سامي الحناوي يقود انقلابًا عسكريًا في سوريا ضد حسني الزعيم ويعدمه.
- 1393 هـ - عملية تبادل أسرى بين مصر وإسرائيل برعاية اللجنة الدولية للصليب الأحمر وذلك بعد نهاية معارك حرب أكتوبر.
- 1398 هـ - جبهة الصمود والتصدي التي تتكون من سوريا والعراق وليبيا واليمن الجنوبي والجزائر ومنظمة التحرير الفلسطينية ترفض في قمتها الثالثة المنعقدة في دمشق اتفاقات كامب ديفيد التي وقعتها مصر مع إسرائيل.
- 1416 هـ - أمير الكويت الشيخ جابر الأحمد الصباح ورئيس فنلندا مارتي أهتيسآري يفتتحان برج التحرير في مدينة الكويت.
- 1424 هـ - رئيس باكستان برفيز مشرف ينجو من محاولة اغتيال هي الثالثه منذ توليه السلطة.
- 1427 هـ - حركة أمل وحزب الله يقرران سحب ممثليهما من الحكومة اللبنانية وذلك لما رأوه بتفرد رئيس الحكومة فؤاد السنيورة بوضع موضوع المحكمة الدولية الخاصة بمحاكمة المتهمين باغتيال الرئيس رفيق الحريري على جدول أعمال جلسة مجلس الوزراء، بالإضافة إلى فشل طاولة التشاور التي دعي إليها الرئيس نبيه بري لحل المسائل العالقة ومنها تشكيل حكومة وحده وطنية.
- 1431 هـ - الحكم بالسجن 15 عاما على رجل الأعمال المصري هشام طلعت مصطفى لتورطه في التحريض على مقتل المغنية اللبنانية سوزان تميم في دبي قبل نحو سنتين بعد أن حكم عليه بالإعدام.
- 1436 هـ -
  - زعيم منظمة لاهافا اليهودية المتطرفة يدعو لحرق الكنائس بإسرائيل.
  - العُثور على حُطام طائرة على شواطئ جزيرة لا ريونيون تبيَّن أنها تعود إلى طائرة الخُطوط الجويَّة الماليزيَّة الرحلة رقم 370 المفقودة مُنذ حوالي سنة.
- 1437 هـ - افتتاح القمة العربية في دورتها السابعة والعشرين بمدينة نواكشوط.
- 1438 هـ - الشُرطة الإسرائيليَّة تُغلق المسجد الأقصى أمام المُصلين يوم الجُمُعة، لِتكون هذه أوَّل مرَّة مُنذُ 48 سنة عقب مُحاولة مايكل دينس روهن إحراق المسجد، وذلك بعد عملية إطلاق نار وقعت صباحًا في بيت المقدس أدَّت إلى إصابة ثلاثة من أفراد الشُرطة الإسرائيليَّة.
- 1440 هـ
  - فوز محمد ولد الغزواني في الانتخابات الرئاسية الموريتانية بنسبة 51.81% من الأصوات.
  - هجوم بطائرة مُسيّرة يستهدف مطار أبها الدولي جنوب السعودية، هو الثاني خلال أسبوعين، تبنّته حركة أنصار الله الحوثية، مُعطِّلًا الملاحة الدولية بالمطار لعدة ساعات وأسفر عن مقتل مدني واحد وإصابة سبعة آخرين من جنسيات مختلفة.

## مواليد
- 1312 هـ - زينب صدقي، ممثلة مصرية.
- 1344 هـ - علوية زكي، مخرجة مصرية.
- 1347 هـ - آدم حنين، نحات ورسام مصري.
- 1369 هـ - حصة سعد العبد الله الصباح، رئيسة مجلس سيدات الأعمال العرب.
- 1373 هـ - عبد الرحمن رشاد، رئيس الإذاعة المصرية.
- 1395 هـ - وسام بريدي، مقدم برامج لبناني.
- 1403 هـ - نجوى الكبيسي، ممثلة بحرينية قطرية.
- 1404 هـ -
  - بدر العازمي، لاعب كرة قدم كويتي.
  - عماد الحوسني، لاعب كرة قدم عُماني.
- 1405 هـ - سامر إسماعيل، ممثل سوري.
- 1406 هـ - غرام هندي، ممثلة مصرية.

## وفيات
- 270 هـ - الربيع بن سليمان المرادي، صاحب الإمام الشافعي وراوي كتب الأمهات عنه.
- 817 هـ - مجد الدين الفيروزآبادي، معجمي ولغوي وقاضي قضاة
- 1342 هـ - مصطفى لطفي المنفلوطي، أديب مصري.
- 1368 هـ - حسني الزعيم، عسكري وسياسي سوري.
- 1411 هـ - محمد عبد الوهاب، مطرب وموسيقار مصري.
- 1416 هـ - محمد الغزالي، عالم ومفكر إسلامي مصري مجدد.
- 1417 هـ - محمد عوض، ممثل مصري.
- 1432 هـ - محمد بسيوني، دبلوماسي مصري.
- 1435 هـ - ممدوح فرج، مصارع ومذيع مصري.
- 1436 هـ - ميرنا المهندس، ممثلة مصرية.
- 1437 هـ - خليل إينالجك، مؤرخ تركي.

## وصلات خارجية
- موقع قصة الإسلام: حدث في شهر شوَّال.